# Adam Rener
Adam Rener   (Lieja, 1482 (Gregorià) - Altenburg, 1520 (Gregorià)) fou un compositor i cantant francoflamenc del Renaixement.
No hi ha informació sobre els primers temps d'Adam Rener, especialment sobre la seva joventut. Esmentat per primera vegada el 1498 es troba a la llista de sis mutants -Chorknaben al Kantorei del rei Maximilià I a Innsbruck, a partir del qual es pot determinar el seu any aproximat de naixement. El 1500 va anar al "ad studium" de Borgonya. Aquest document no mostra que es volia dir un estudi universitari; Rener podria igualment desenvolupar les seves habilitats musicals en l'orquestra de la Cort de Borgonya. Això també indica que fou nomenat després del seu retorn a la cort dels Habsburg el 1503 com a compositor.
A la cort electoral saxona de Frederic III de Saxònia, faltava després de la mort d'Adam Singer (Adam de Fulda) el 1505 un músic competent. A partir de l'any 1507, Rener va assumir la direcció de l'orquestra de la Cort Electoral Saxona local, que es va desenvolupar en els anys següents a un important centre de música d'església. L'evidència de les seves activitats a Torgau finalitza el 1517. El seu nom apareix per última vegada a l'arxiu judicial d'Altenburg per a l'any 1520.
Amb l'obra d'Adam Rener, la banda de cort de Frederic III de Saxònia dit el savi (regnat 1486-1525) va assolir un nivell internacional. A banda de l'obra de Heinrich Isaac, les seves activitats van portar l'estil avançat de la música francoflamenca a Alemanya poc després del 1500. Sota la seva orientació, es va crear una extensa col·lecció de música coral litúrgica (els llibres corals de Jena) a Saxònia. En aquests llibres corals, les pròpies obres de Rener només es marquen parcialment com a tals. Pel que fa a les col·leccions de l'editor de música Wittenberg, Georg Rhaw, es van publicar amb més precisió l'autoria de les composicions.
L'estil musical d'Adam Rener segueix l'estil compositiu de Heinrich Isaac i es pot comparar bé amb l'estil de l'alumne d'Isaac, Ludwig Senfl. Sobretot en les seves composicions Proprium, lligades a un Cantus firmus, es fa palesa la supèrbia dominació del moviment musical de Rener, combinant elegància i bellesa del so.

## Treballs
Producció total: Adam Rener, Producció total: / Obres col·leccionades II / 1–2, publicat per Robert L. Parker, Brookln / New York 1964–1976.
Ordinary
- Missa de Beata Virgine zu vier Stimmen
- Missa Carminum I und II zu vier Stimmen
- Missa [„Veci la danse“] zu vier Stimmen
- Missa „Adieu mes amours“ zu vier Stimmen
- Missa „Alma redemptoris mater“ zu vier Stimmen
- Missa Dominicalis zu vier Stimmen (Credo von Antoine Brumel)
- Missa Octavi toni zu vier Stimmen
- Missa paschalis zu vier Stimmen (Kyrie, Gloria in Excelsis Deo alternatim, Sequenz, Sanctus, Agnus Dei)

Propietari (Liturgia)
- Introiten: „Puer natus est“ (I), „Suscepimus“, „Puer natus est“ (II), „Ecce“, jeweils zu vier Stimmen
- Alleluja: „Felix es sacra virgo“, „Maria Dei genitrix“, „Dies sanctificatus“ (I), „Dies sanctificatus“ (II), jeweils zu vier Stimmen
- Sequenzen: „Rochi patris ob honorem“ zu vier bis fünf Stimmen, „Ave praeclara maris stella“ zu vier bis sechs Stimmen, [„Natus“] (I), [„Natus“] (II), [„Festa“], „Grates nunc omnes“, jeweils zu vier Stimmen
- Communiones: „Viderunt“ (I), „Viderunt“ (II), „Vidimus“, jeweils zu vier Stimmen

Lieder
- „Ach ainigs ain“ zu vier Stimmen
- „Mein höchste Frucht“ zu vier Stimmen

Obres atribuïdes per Georg Rhau
- Psalmen: „Ad Dominum“, „Laetatus sum“, „Lauda Hierusalem“, „Laudate Dominum“, jeweils zu vier Stimmen
- Responsorium: „Qui totum subdit“ (= „Summe trinitati“) zu vier Stimmen
- Hymnen: „A solis ortus cardine“ zu drei Stimmen, „Qui paracletus“ [= „Veni creator spiritus“], jeweils zu vier Stimmen
- Magnificat octo tonorum zu vier Stimmen
- Introitus: „Puer natus est“ zu vier Stimmen
- Alleluja: „Dies sanctificatus“, „Vidimus stellam“, jeweils zu vier Stimmen
- Evangelium ad Missam: „Postquam impleti sunt dies“ zu vier Stimmen
- Sequenzen: [„Festa Christi omnis“], [„Natus ante saecula“], jeweils zu vier Stimmen
- Communiones: „[Viderunt] omnes“, „[Vidimus] stellam“, jeweils zu vier Stimmen

## Literatura (selecció)
Enciclopèdies
- Franz Körndle: Rener, Adam. In: Die Musik in Geschichte und Gegenwart (MGG), Personenteil Band 13, Bärenreiter und Metzler, Kassel und Basel 2005, ISBN 3-7618-1133-0, S.
- Marc Honegger, Günther Massenkeil (Hrsg.): Das große Lexikon der Musik. Band 7: Randhartinger – Stewart. Herder, Freiburg im Breisgau u. a. 1982, ISBN 3-451-18057-X, S.
- The New Grove Dictionary of Music and Musicians, herausgegeben von Stanley Sadie, 2. Auflage, McMillan, London 2001, S.
- Georg Eisenring: Zur Geschichte des mehrstimmigen Proprium missae bis um 1560. Düsseldorf 1912

- Theodor Wilhelm Werner:  Die Magnificat-Kompositionen Adam Rener's. In: Archiv für Musikwissenschaft 2, 1920, S. 195–265 (Digitalisat).
- Jürgen Kindermann: Die Messen Adam Reners. Ein Beitrag zur Musikgeschichte des frühen 16. Jahrhunderts, Dissertation Universität Kiel 1962
- Robert L. Parker: The Polyphonic Lieder of Adam Rener. In: Festschrift für Paul A. Pisk, herausgegeben von J. Glowacki, Austin 1966, S. 38–56
- N. S. Josephson: Die Entstehung und Entwicklung der Missa de Beata Virgine. In: Kirchenmusikalisches Jahrbuch 57, 1982, S. 37–43
- T. Noblitt: Obrecht's Missa sine nomine and It's Recently Discovered Model. In: Musical Quarterly 78, 1982, S. 102–127
- L. T. Woodruff: The Missa de Beata Virgine c. 1500–1520, Dissertation North Texas State University 1986
- Jürgen Heidrich: Die deutschen Chorbücher aus der Hofkapelle Friedrichs des Weisen. Ein Beitrag zur mitteldeutschen geistlichen Musikpraxis um 1500 (= Sammlung musikwissenschaftlicher Abhandlungen Nr. 84). Baden-Baden 1993.
- Hans-Joachim Böttcher: "Re(i)ner (gen.: Lüttich u. Componist), Adam", in: Bedeutende historische Persönlichkeiten der Dübener Heide (= Schriftenreihe der Arbeitsgemeinschaft für Mitteldeutsche Familienforschung 237). Leipzig 2012, S. 82.